# Йенсен, Кирстен
Ки́рстен Йе́нсен (дат. Kirsten Jensen; род. 27 декабря 1952) — датская кёрлингистка и тренер по кёрлингу.
В составе смешанной сборной Дании участник чемпионата Европы 2012 (заняли пятнадцатое место). Двукратный чемпион Дании среди смешанных команд. В составе смешанной парной сборной Дании участник чемпионата мира 2008 (заняли двадцать первое место). Чемпион Дании среди смешанных пар. В составе женской сборной ветеранов Дании участник чемпионата мира 2006 (заняли девятое место).

## Достижения
- Чемпионат Дании по кёрлингу среди смешанных команд: золото (1991, 2012).
- Чемпионат Дании по кёрлингу среди смешанных пар: золото (2008).

## Команды
| Сезон                                               | Четвёртый       | Третий          | Второй            | Первый         | Запасной | Турниры                          |
| --------------------------------------------------- | --------------- | --------------- | ----------------- | -------------- | -------- | -------------------------------- |
| 2005—06                                             | Кирстен Йенсен  | Lone Tordrup    | Lone Christiansen | Dorthe Hansen  |          | ЧМВ 2006 (9 место)               |
| Кёрлинг среди смешанных команд (mixed curling)      |                 |                 |                   |                |          |                                  |
| 1990—91                                             | Johannes Jensen | Ангелина Йенсен | Ульрик Дамм       | Кирстен Йенсен |          | ЧДСК 1991                        |
| 2012—13                                             | Микаэль Квист   | Трине Квист     | Аре Сольберг      | Кирстен Йенсен |          | ЧДСК 2012 · ЧЕСК 2012 (15 место) |
| Кёрлинг среди смешанных пар (mixed doubles curling) |                 |                 |                   |                |          |                                  |
| 2007—08                                             | Кирстен Йенсен  | Лассе Дамм      |                   |                |          | ЧДСП 2008 · ЧМСП 2008 (21 место) |

(скипы выделены полужирным шрифтом)

## Результаты как тренера национальных сборных
| Год  | Турнир                                           | Сборная               | Место |
| ---- | ------------------------------------------------ | --------------------- | ----- |
| 2008 | Чемпионат мира по кёрлингу среди ветеранов 2008  | Дания (ветераны муж.) | 18    |
| 2010 | Первенство Европы по кёрлингу среди юниоров 2010 | Дания (юниоры жен.)   | 2     |
| 2011 | Первенство Европы по кёрлингу среди юниоров 2011 | Дания (юниоры жен.)   | 4     |

## Частная жизнь
Кирстен — представительница семьи известных датских кёрлингистов Йенсен. Её муж, Йоханнес Йенсен (дат. Johannes Jensen) — кёрлингист, тренер и долгое время, с 1987 года, президент знаменитого датского кёрлинг-клуба Tårnby Curling Club; в 2021 за заслуги в развитии мирового кёрлинга (в категории «Builder») введён в Международный зал славы кёрлинга Всемирной федерации кёрлинга. Их дочери, Ангелина и Камилла — титулованные датские кёрлингистки, многократно выигрывали чемпионаты Дании и играли на международных чемпионатах и турнирах за разные сборные Дании, призёры чемпионатов мира и Европы. Йоханнес, Кирстен и Ангелина в одной команде в 1991 выиграли чемпионат Дании среди смешанных команд.